# 宇多文雄
宇多 文雄（うだ ふみお、1941年5月25日 - ）は、日本のロシア語学者、ロシア・ソ連研究者、上智大学名誉教授。
宇多五郎の次男として神奈川県に生まれる。1964年上智大学外国語学部ロシア語科卒。外務省勤務、在ソ連邦日本大使館勤務、1970年上智大学外国語学部専任講師、助教授、教授、90-93年外国語学部長。2000-2003年ロシア・東欧学会代表理事。2012年定年、名誉教授。サンクトペテルブルク文化大学名誉博士。息子の宇多賢治郎（1973-　）は山梨大学准教授（経済学）。

## 著書
- 『ポケット・ソビエト旅行会話』三修社 1987
- 『ソ連-政治権力の構造』中公叢書 1989
- 『グラースノスチ ソ連邦を倒したメディアの力』新潮選書 1992
- 『ロシア語文法便覧』東洋書店 2009
- 『皇帝たちのサンクト・ペテルブルグ ロマノフ家名跡案内』東洋書店 ユーラシア・ブックレット 2011
- 『表で学ぶロシア語文法の基礎』東洋書店 2011
- 『標準ロシア語作文・会話教程』東洋書店 2013
- 『ペテルブルグとレニングラード―光と陰の物語』東洋書店、2015

### 共著
- 『ロシア語通訳読本』徳永晴美共著 日本放送出版協会 1978
- 『新ロシア語会話教本』吉住エレーナ共著 研究社 1996
- 『こうすれば話せるCDロシア語』宇多久美子共著 朝日出版社 1998
- 『ロシア語会話とっさのひとこと辞典 携帯版』名田スヴェトラーナ・L., 徳永晴美共著 DHC 2003
- 『論文執筆のためのパソコンの使い方 Windows XPとMicrosoft Office 2003を中心に』宇多賢治郎共著 清水弘文堂書房 2004
- 『ロシア語通訳教本』原ダリア共著 東洋書店 2007

## 論文
- Cinii

## 注
1. ↑  『著作権台帳』
2. ↑  『ペテルブルグとレニングラード』著者紹介